# تا ز میخانه و می نام و نشان خواهد بود
غزلی با مطلعِ «تا ز میخانه و می نام و نشان خواهد بود» غزل شمارهٔ ۲۰۵ از دیوانِ حافظ در تصحیحِ محمد قزوینی و قاسم غنی است.

## در اجراها
محمود محمودی خوانساری در برنامهٔ شمارهٔ ۱۷۱ از مجموعهٔ برگ سبز این غزل را در دستگاهِ سه‌گاه و اکبر گلپایگانی در برنامهٔ شمارهٔ ۲۰۲ از همان مجموعه در گوشهٔ شوشتری اجرا کرده‌اند.